# Tiroteo de Allen de 2022
El tiroteo de Allen de 2022 el 30 de junio de 2022, cuando se produjo un tiroteo masivo que involucró a agentes de policía en Allen, Kentucky, Estados Unidos. Tres policías y un perro policía murieron, y otros cuatro resultaron heridos, incluidos tres policías. El presunto tirador, Lance Storz, de 49 años, fue arrestado y acusado de asesinato e intento de asesinato de un oficial de policía.

## Tiroteo
El alguacil del condado de Floyd, John Hunt, informó que alrededor de las 2:30 p. m. del 30 de junio, un oficial recibió una llamada telefónica de alguien que alegó que Lance Storz estaba reteniendo a una mujer contra su voluntad y abusando de ella. El oficial y otro fueron a la casa, donde la mujer estaba afuera, y fueron con los oficiales, quienes encontraron que Storz todavía estaba dentro de la casa. La casa de Storz estaba en un lugar elevado que tenía un campo de fuego claro de unos 200 metros con una carretera de un solo carril que conducía a la propiedad. Con el testimonio de la mujer, los oficiales obtuvieron una orden de protección para la mujer y fueron a la casa de Storz para arrestarlo por las acusaciones de secuestro.
El tiroteo comenzó alrededor de las 6:44 p. m. cuando cuatro agentes del alguacil llegaron a una residencia en Allen, Kentucky, para cumplir una orden de protección de emergencia relacionada con una situación de violencia doméstica. Según un testigo, el pistolero usó la culata de un arma de fuego para romper una ventana frente a la casa y luego comenzó a disparar desde ella. Otro informó que cuando llegaron vieron a Storz retirar sus persianas en una ventana y luego abrir la puerta de su casa y comenzar a abrir fuego.
Otros agentes de policía respondieron poco después. El alguacil del condado de Floyd describió el tiroteo como «planeado». Los oficiales se vieron obligados a retirarse bajo sus vehículos de patrulla, y al menos uno de ellos sufrió envenenamiento por monóxido de carbono como resultado. El sospechoso se entregó horas después de negociaciones que incluyeron a miembros de su familia. Storz fue detenido alrededor de las 10:00 p. m. fuera de su casa.

## Víctimas
Dos oficiales de policía, el ayudante del sheriff del condado de Floyd, William Petry, quien también fue ex SRO en las escuelas del condado de Floyd, y con el capitán del Departamento de Policía de Prestonsburg, Ralph Frasure, murieron en la escena. Un tercer oficial, también del Departamento de Policía de Prestonsburg, Jacob R. Chaffins, murió en el hospital el 1 de julio, el día después del tiroteo. El perro policía K9 Drago también murió en la escena.
Otros tres agentes resultaron heridos; dos permanecieron hospitalizados en condición estable, mientras que el tercero fue tratado y dado de alta. Un funcionario de gestión de emergencias también resultó herido. Los heridos fueron por vidrios, metralla, disparos y otros escombros. En noviembre de 2022, un agente se sometió a una cirugía para amputarle la pierna debido a las lesiones que sufrió por el tiroteo.

## Sospechoso
El sospechoso, Lance Preston Storz, de 49 años (nacido en octubre de 1972), había estado viviendo en Allen durante más de un año. Storz vivió anteriormente en San Petersburgo, Florida, antes de mudarse a Kentucky. Los vecinos lo describieron como amigable y servicial antes del tiroteo. A lo largo de su vida, Storz tuvo un extenso historial de viajes y un extenso historial criminal, con su historial criminal que se remonta a la década de 1990 mientras vivía en la ciudad de DeLand, Florida, en el área de Orlando.

### Procedimientos legales
El 1 de julio, el día después del tiroteo, Storz fue procesado por múltiples cargos, incluidos dos cargos de asesinato de un oficial de policía. Uno de los cargos fue originalmente el intento de asesinato de un oficial de policía. Sin embargo, el juez anunció en la audiencia que el cargo había sido elevado a asesinato. Se declaró inocente y fue encarcelado con una fianza de $ 10 millones, y su próxima comparecencia ante el tribunal estaba programada para el 11 de julio.

## Consecuencias
Se creó un gran monumento fuera del Ayuntamiento de Prestonburg y el Palacio de Justicia del Condado de Floyd. El Departamento de Policía de Prestonsburg publicó en su página de Facebook que estaban transportando los cuerpos de dos de los oficiales fallecidos desde Frankfort hacia Martin, con las ubicaciones de la ruta para aquellos que deseaban presentar sus respetos.

## Respuesta
El gobernador Andy Beshear usó las redes sociales para publicar sobre el tiroteo en la mañana del 1 de julio, destacando la trágica pérdida de los oficiales y pidiendo oraciones por la comunidad. El fiscal general de Kentucky, Daniel Cameron, también publicó en las redes sociales destacando las acciones heroicas de los oficiales y sus sacrificios.